# Светлая (Башкортостан)
Све́тлая (баш. Светлая) — деревня в Уфимском районе Республики Башкортостан Российской Федерации. Входит в состав Кирилловского сельсовета.

## География

### Географическое положение
Расстояние до:
- районного центра (Уфа): 36 км,
- центра сельсовета (Кириллово): 2 км,
- ближайшей ж/д станции (Шакша)

## История
Официально образована в 2005 году (Закон «О внесении изменений в административно-территориальное устройство Республики Башкортостан в связи с образованием, объединением, упразднением и изменением статуса населенных пунктов, переносом административных центров» от 20 июля 2005 года, №211-з (Принят Государственным Собранием — Курултаем Республики Башкортостан 7 июля 2005 года), ст. 1, п. 6).

## Население
| 2009 | 2010 |
| ---- | ---- |
| 95   | ↘93  |